# Scaritinae
Die Scaritinae sind eine Unterfamilie der Laufkäfer (Carabidae), die jedoch vermutlich nicht monophyletisch ist. In Europa kommen 226 Arten und Unterarten vor.

## Merkmale
Die kleinen bis sehr großen Käfer haben immer eine starke Einschnürung zwischen Pro- und Mesothorax. Ihr Körper ist deutlich abgeflacht, wie etwa bei der Gattung Scarites oder nahezu zylindrisch geformt, wie beispielsweise bei der Gattung Dyschirius.
Die Morphologie der Larven ist je nach Tribus und Untertribus sehr unterschiedlich, was eine Polyphylie nahelegt. Von mehreren Untertribus und dem Tribus Salcediini sind die Larven jedoch unbekannt.

## Lebensweise
Die Käfer graben in der Erde und in sandigem Untergrund.

## Systematik und Verbreitung
Die Unterfamilie ist weltweit verbreitet, der Schwerpunkt der Verbreitung liegt jedoch in der südlichen Hemisphäre. Die Tribus Promecognathini mit fünf Gattungen ist im südlichsten Afrika und dem Nordwesten Nordamerikas verbreitet, die Tribus Salcediini ist mit drei Gattungen weltweit verbreitet.

## Arten (Auswahl)
- Clivina fossor
- Scarites buparius

## Belege